# Godspeed
Godspeed es una banda de heavy metal estadounidense creada en 1993. Luego del lanzamiento de su álbum debut, Ride, en el sello Atlantic Records, producido por Rachel Bolan de Skid Row, la banda se embarcó en una gira como soporte de las agrupaciones Black Sabbath y Dio. Godspeed ganó cierta popularidad por aparecer en el álbum tributo a Black Sabbath Nativity in Black, en la que aportaron la canción "Sabbath Bloody Sabbath" junto a Bruce Dickinson, cantante de Iron Maiden.
La alineación original de Godspeed se reunió en el año 2012 para grabar nuevo material y salir de gira.

## Músicos
- David Blanche - voz
- Tommy Southard - guitarra
- Rob Hultz - bajo
- Chris Kosnik - bajo
- Tim Schoenleber - batería

### Invitados
- Bruce Dickinson - voz (en la canción Sabbath Bloody Sabbath del álbum Nativity in Black de 1994).